# Gianpiero Alicchio
Gianpiero Alicchio (Bari, 12 febbraio 1980) è un regista e attore italiano.

## Biografia
Si laurea in DAMS e Comunicazione presso l'Università degli Studi Link Campus University. Frequenta corsi di sceneggiatura, regia e produzione presso la LUISS Creative Business Center - Writing School for Cinema & Televisione di Roma. Dopo aver conseguito la laurea triennale scrive insieme a Stella Saccà e dirige il cortometraggio L'appuntamento, trattando il tema dell'incomunicabilità tra i sessi. Il cortometraggio vince il Globo d'oro, il premio della stampa estera al cinema italiano e un Honorable Mention al Los Angeles Movie Awards,. Nel 2014 riceve il premio come miglior attore dall'American Movie Awards per la sua interpretazione ne L'appuntamento. Lo stesso cortometraggio ha vinto il premio "Rai Cinema Channel" al Festival Maremetraggio di Trieste.

## Filmografia

### Cinema
- Ex, regia di Fausto Brizzi (2009)
- L'uomo nero, regia di Sergio Rubini (2009)

### Televisione
- Pane e libertà, regia di Alberto Negrin - Serie TV - Rai Uno (2009)

### Cortometraggi
- Chiara, regia di Drew Walkup (2010)
- L'appuntamento, regia di Gianpiero Alicchio (2013)

### Promozionale
- TV LOVES ITALY, regia di Gianpiero Alicchio

## Premi
Los Angeles Movie Awards
- 2013 – Honorable Mention per L'appuntamento

53° Globo d'oro
- 2013 – Miglior cortometraggio per L'appuntamento

American Movie Awards
- 2014 – Miglior attore per L'appuntamento

Accolade Competition
- 2014 – Award of Excellence: Miglior attore per L'appuntamento
- 2014 – Award of Merit: Miglior autore per L'appuntamento
- 2014 – Award of Excellence: Short Film per L'appuntamento

Maremetraggio
- 2014 – Rai Cinema Channel per L'appuntamento

Canada International Film Festival
- 2015 – Rising Star Awardl per L'appuntamento